# Bagarius rutilus
Bagarius rutilus är en fiskart som beskrevs av Ng och Maurice Kottelat 2000. Bagarius rutilus ingår i släktet Bagarius och familjen Sisoridae. IUCN kategoriserar arten globalt som otillräckligt studerad. Inga underarter finns listade.